# Somniosus antarcticus
Somniosus antarcticus je velký druh žraloka z rodu světloun (Somniosus) a čeledi světlošovití (Somniosidae).

## Taxonomie
Druh poprvé popsal britsko-australský přírodovědec Gilbert Percy Whitley v roce 1939.
Žralok Somniosus antarcticus byl původně považován za poddruh žraloka malohlavého (Somniosus microcephalus) či světlouna pacifického (Somniosus pacificus). Somniosus antarcticus se však liší od žraloka malohlavého větším počtem zubů ve spodní čelisti, kratším hřbetem, hřbetní ploutví umístěnou více vzadu a menším počtem prekaudálních obratlů. Oproti oběma druhům má Somniosus antarcticus nižší hřbetní ploutve.

## Popis a biologie
Mláďata měří kolem 40 cm, dospělosti žraloci dosahují při rozměrech asi 4 až 4,4 metru a maximální délka může být až 6 m. O chování žraloka je známo jen minimum informací.
Jedná se o agresivního lovce, který někdy útočí i na tak velké živočichy jako jsou rypouši sloní. Na subantarktickém ostrově Macquarie byla na tělech těchto ploutvonožců pozorována řada kousanců právě od Somniosus antarcticus. Druh je vejcoživorodý, samice rodí až 10 mláďat.

## Rozšíření a distribuce
Somniosus antarcticus je nerovnoměrně rozšířen v hlubokých antarktických vodách, v mořích jižního Atlantiku, Tichomoří a Indického oceánu. Byl zaznamenán v hloubkách cca 245–1540 m.

## Ohrožení a ochrana
Mezinárodní svaz ochrany přírody (IUCN) hodnotí žraloka jako málo dotčený taxon. K jeho hlavním hrozbám patří hlavně nadměrný lov; žraloci též někdy představují vedlejší úlovky komerčních rybářských operací.